# USS Saratoga (NCC-1867 / NCC-31911)
Duas naves estelares classe Miranda com o nome USS Saratoga apareceram no universo Star Trek.

## NCC-1867
Uma nave estelar do século 23, que foi incapacitada em 2286 por uma sonda alienígena de origem desconhecida (Star Trek IV: The Voyage Home) enquanto patrulhava a zona neutra, no evento que ficou conhecido como "A Crise do Canto da Baleia". O oficial comandante desta nave se tornou digna de nota por ser a primeira capitã mostrada em Star Trek.

## NCC-31911
O Tenente Comandante Benjamin Sisko serviu como primeiro oficial a bordo da USS Saratoga do século 24 durante a Batalha de Wolf 359. A esposa de Sisko, Jennifer foi morta durante o ataque dos Borg. A nave acabou destruída no episódio "Emissary" na série Star Trek: Deep Space Nine.